# Грачи (Городищенский район)
Грачи — хутор в Городищенском районе Волгоградской области России, административный центр и единственный населённый пункт Грачёвского сельского поселения.
Население — 987 чел. (2021).

## История
Регулярная крепость Грачёвская, на Царицынской земляной линии построена для защиты от неприятеля, кочевых разбойников, грабивших и разорявших поселения жителей. Крепость имела форму пятилучевой звезды с ретраншементом, гарнизон около 500 человек личного состава при 13 пушках. 
Первоначально известен как посёлок фермы № 4 совхоза «Котлубань». Посёлок относился к Самофаловскому сельсовету (впоследствии Котлубанский сельсовет). Посёлок фермы № 4 совхоза «Котлубань» значится в списке населённых пунктов Городищенского района по состоянию на 1 июня 1952 года. В 1963 году в составе Самофаловского сельсовета передан в Дубовскому району. Решением Волгоградского облисполкома от 4 декабря 1964 года № 34/501 посёлок фермы № 4 совхоза «Котлубань» переименован в посёлок Грачи (тем не менее хутор Грачи впервые отмечен на карте РККА 1941 года). В 1977 году хутор Грачи в составе Котлубанского сельсовета передан в состав Городищенского района. Решением исполкома облсовета от 18 июля 1984 года № 16/396 был образован Грачёвский сельсовет с центром в хуторе Грачи.

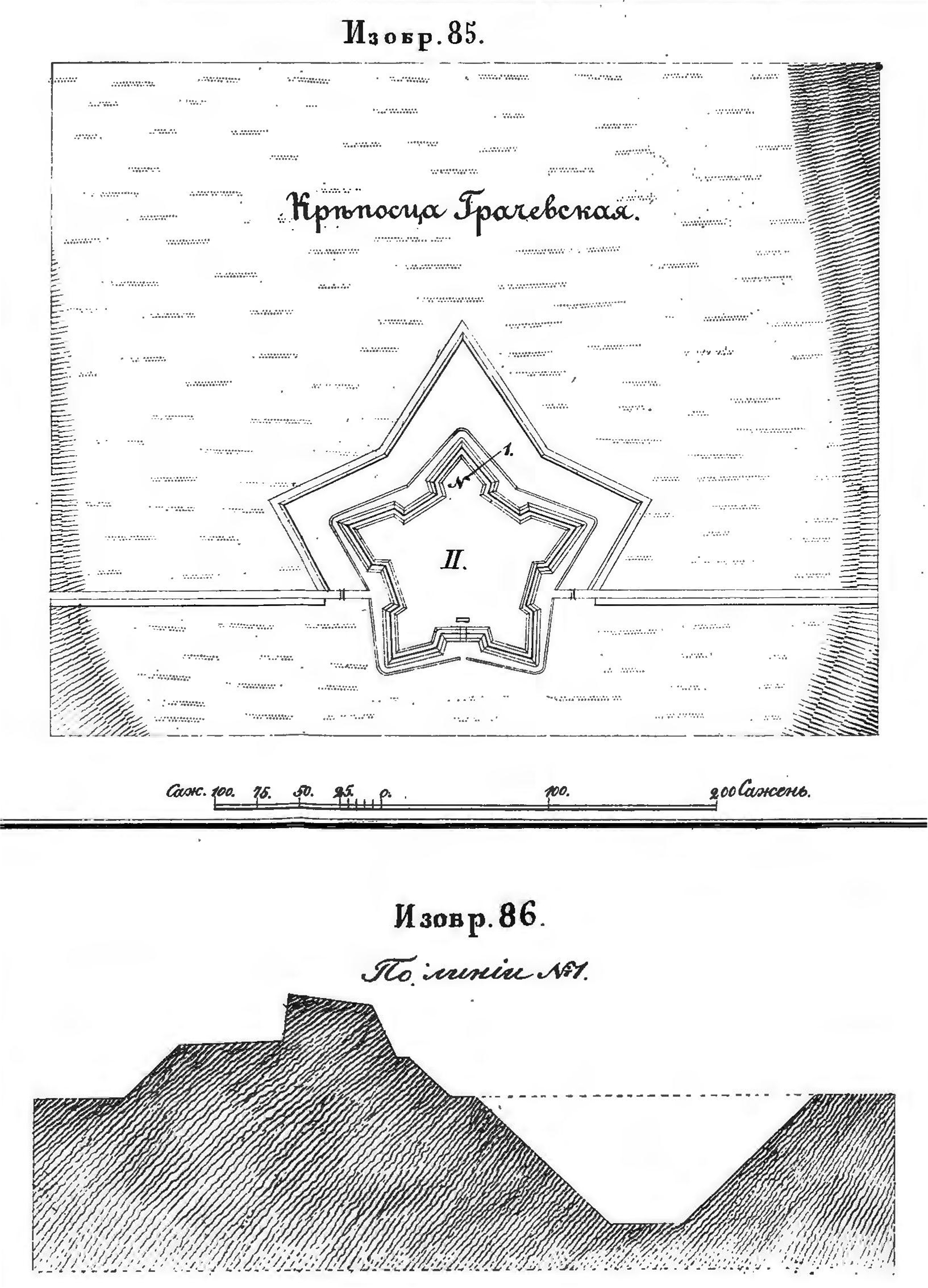
Крепость Грачевская Царицынской сторожевой линии

## География
Хутор расположен в степной зоне в пределах Приволжской возвышенности, относящейся к Восточно-Европейской равнине, на реке Грачи, на высоте около 70 метров над уровнем моря. Рельеф местности холмисто-равнинный. Близ хутора сохранились остатки вала Анны Иоанновны. Почвы — каштановые солонцеватые и солончаковые. Почвообразующие породы — глины и суглинки.
По автомобильным дорогам расстояние до центра Волгограда составляет 28 км (до центра города), до районного центра посёлка Городище — 25,1 км. Посёлок обходит федеральная автодорога Р228.
Климат
Климат умеренный континентальный с жарким летом и малоснежной, иногда с большими холодами, зимой. Согласно классификации климатов Кёппена климат характеризуется как влажный континентальный (индекс Dfa). Температура воздуха имеет резко выраженный годовой ход. Среднегодовая температура положительная и составляет + 8,0 °С, средняя температура января −7,9 °С, июля +23,9 °С. Расчётная многолетняя норма осадков — 393 мм, наибольшее количество осадков выпадает в декабре и июне (по 41 мм), наименьшее в марте (23 мм), апреле и октябре (по 24 мм).
Часовой пояс
Грачи, как и вся Волгоградская область, находится в часовой зоне МСК (московское время). Смещение применяемого времени относительно UTC составляет +3:00.

## Население
| 1987 | 2002 |
| ---- | ---- |
| 680  | 1021 |

| 2010 | 2012  | 2013  | 2014  | 2015  | 2016  | 2017  |
| ---- | ----- | ----- | ----- | ----- | ----- | ----- |
| 1029 | ↘1026 | ↘1017 | ↗1032 | ↘1017 | ↘1006 | ↘1000 |
| 2018 | 2019  | 2020  | 2021  |       |       |       |
| ↘982 | ↘971  | ↗987  | →987  |       |       |       |